# チョット待った!!
『チョット待った!!』（チョットまった）は、1990年10月17日から1991年3月20日までフジテレビ系列で放送された三桂制作のバラエティ討論番組である。司会（番組内では「裁判長」と呼称）は関口宏が担当。

## 概要

### トークディスカッション
毎回2つのテーマに対し賛成派と反対派に分かれてトークディスカッションを行い、会場から優れた意見を述べた人に対して裁判長の関口が毎回トロフィーを贈呈していた。当初賛成派と反対派のVTRは、別々の制作会社の競作によるものであった。当初は賛成派と反対派をそれぞれ赤唐辛子とごましおと称していたが、後期はその名称は無くなった。

### 主な内容
『夜のヒットスタジオ』の後番組ということもあり、当初第1回のテーマとしてテレビ情報誌などで予告されていたのは「歌番組なぜ終わる」であったが、実際の放送ではドイツ統一に関するテーマに変更された。また、湾岸戦争前夜の1991年1月16日放送分では急遽生放送で討論を行った。

## 放送時間
水曜日 22:00 - 22:54 (JST) 。

## スタッフ
- 構成：北英祥
- 技術：八峯テレビ
- 照明：浅香勉
- 美術：本田邦宏
- デザイン：薩本尚武
- 美術進行：船場文雄
- デスク：三浦麻利子、根本直美
- 音効：山崎尚志
- TK：伊佐次千恵子
- 演出補：渡辺泰裕
- 演出：宮井良則、湯澤孝弘
- プロデューサー：弘義行（三桂グランチャイルド）、金光修（フジテレビ）
- 総合プロデューサー：森田裕三
- 制作：フジテレビ、三桂グランチャイルド

## 放送局
系列は番組終了時（1991年3月）のもの。
| 放送対象地域  | 放送局         | 系列                                         | 備考   |
| ------------- | -------------- | -------------------------------------------- | ------ |
| 関東広域圏    | フジテレビ     | フジテレビ系列                               | 制作局 |
| 北海道        | 北海道文化放送 | フジテレビ系列                               |        |
| 宮城県        | 仙台放送       | フジテレビ系列                               |        |
| 秋田県        | 秋田テレビ     | フジテレビ系列                               |        |
| 山形県        | 山形テレビ     | フジテレビ系列                               | [ 1 ]  |
| 福島県        | 福島テレビ     | フジテレビ系列                               |        |
| 新潟県        | 新潟総合テレビ | フジテレビ系列                               |        |
| 長野県        | 長野放送       | フジテレビ系列                               |        |
| 静岡県        | テレビ静岡     | フジテレビ系列                               |        |
| 富山県        | 富山テレビ     | フジテレビ系列                               |        |
| 石川県        | 石川テレビ     | フジテレビ系列                               |        |
| 福井県        | 福井テレビ     | フジテレビ系列                               |        |
| 中京広域圏    | 東海テレビ     | フジテレビ系列                               |        |
| 近畿広域圏    | 関西テレビ     | フジテレビ系列                               |        |
| 島根県 鳥取県 | 山陰中央テレビ | フジテレビ系列                               |        |
| 広島県        | テレビ新広島   | フジテレビ系列                               |        |
| 岡山県 香川県 | 岡山放送       | フジテレビ系列                               |        |
| 愛媛県        | テレビ愛媛     | フジテレビ系列                               |        |
| 福岡県        | テレビ西日本   | フジテレビ系列                               |        |
| 佐賀県        | サガテレビ     | フジテレビ系列                               |        |
| 長崎県        | テレビ長崎     | フジテレビ系列                               |        |
| 熊本県        | テレビ熊本     | フジテレビ系列                               |        |
| 宮崎県        | テレビ宮崎     | フジテレビ系列 日本テレビ系列 テレビ朝日系列 |        |
| 沖縄県        | 沖縄テレビ     | フジテレビ系列                               |        |

| フジテレビ系列 水曜22時台                          | フジテレビ系列 水曜22時台                   | フジテレビ系列 水曜22時台          |
| 前番組                                             | 番組名                                      | 次番組                             |
| -------------------------------------------------- | ------------------------------------------- | ---------------------------------- |
| 夜のヒットスタジオSUPER （1989.10.18 - 1990.10.3） | チョット待った!! （1990.10.17 - 1991.3.20） | 運命GAME （1991.4.17 - 1991.9.18） |